# اچ‌ام‌اس وارسپایت (۰۳)
اچ‌ام‌اس وارسپایت (۰۳) (به انگلیسی: HMS Warspite (03)) یک کشتی بود. این کشتی در سال ۱۹۱۳ ساخته شد.